# 斯托皮尼市鎮
斯托皮尼市鎮，曾是拉脫維亞的一個市鎮，設立於2005年，2009年拉脫維亞進行行政區重劃，改制為自治市。斯托皮尼自治市位於該國中部，人口9577人，面積53.5平方公里，人口密度約180人/km2。
2021年7月1日，斯托皮尼市鎮与其它市镇一起合并至羅帕日市鎮。

## 外部連結
- 羅帕日市鎮官方網站 （页面存档备份，存于） （拉脱维亚文）